# کوه توکارنیا
کوه توکارنیا (به لاتین: Tokarnia) یک کوه در لهستان است که در Podkarpacie, Poland واقع شده‌است. کوه توکارنیا ۷۷۸ متر بالاتر از سطح دریا واقع شده‌است.